# Patrick James Donahue
Patrick James Donahue (* 14. April 1849 in Little Malvern, Worcestershire, Vereinigtes Königreich Großbritannien und Irland; † 4. Oktober 1922 in Wheeling, West Virginia, USA) war Bischof von Wheeling.

## Leben
Patrick James Donahue besuchte das St. Gregory’s College in Bath. Donahue studierte Rechtswissenschaft an der George Washington University Law School. Von 1876 bis 1883 war Patrick James Donahue als Rechtsanwalt tätig. Anschließend studierte Donahue Philosophie und Katholische Theologie am St. Mary’s Seminary in Baltimore. Er empfing am 19. Dezember 1885 durch den Erzbischof von Baltimore, James Gibbons, das Sakrament der Priesterweihe.
Anschließend wurde Patrick James Donahue Kurat an der St. John’s Church in Baltimore. Von 1886 bis 1891 war er Kanzler des Erzbistums Baltimore. 1891 wurde Donahue Rektor des Nationalheiligtums Basilika Mariä Himmelfahrt in Baltimore.
Am 22. Januar 1894 ernannte ihn Papst Leo XIII. zum Bischof von Wheeling. Der Erzbischof von Baltimore, James Kardinal Gibbons, spendete ihm am 8. April desselben Jahres die Bischofsweihe; Mitkonsekratoren waren der Bischof von Detroit, John Samuel Foley, und der Apostolische Vikar von North Carolina, Leo Michael Haid OSB.